# Krystopher Faber
Krystopher Faber (ur. 11 czerwca 1990 w Palmdale) – amerykański koszykarz, występujący na pozycjach skrzydłowego oraz środkowego.
11 marca 2016 roku podpisał umowę z zespołem Polfarmexu Kutno.

## Osiągnięcia
Drużynowe
- Uczestnik rozgrywek Ligi Bałtyckiej (2013/14)

## Statystyki

### W rozgrywkach akademickich
| Sezon     | Drużyna                   | M  | S5 | MPG  | FG%   | 3P%    | FT%   | RPG | APG | SPG | BPG | PPG |
| --------- | ------------------------- | -- | -- | ---- | ----- | ------ | ----- | --- | --- | --- | --- | --- |
| 2008/2009 | DePaul Blue Demons (NCAA) | 28 | 2  | 8,0  | 48,7% | 0,0%   | 42,3% | 1,9 | 0,1 | 0,1 | 0,3 | 1,8 |
| 2009/2010 | DePaul Blue Demons (NCAA) | 30 | 11 | 12,0 | 43,9% | 0,0%   | 60,0% | 3,0 | 0,2 | 0,2 | 0,4 | 2,4 |
| 2010/2011 | DePaul Blue Demons (NCAA) | 31 | 31 | 24,0 | 48,2% | 100,0% | 64,4% | 5,3 | 0,5 | 0,6 | 0,5 | 7,0 |
| 2011/2012 | DePaul Blue Demons (NCAA) | 30 | 26 | 19,8 | 55,6% | 0,0%   | 81,6% | 4,7 | 0,4 | 0,5 | 0,5 | 4,0 |

### W rozgrywkach krajowych
| Sezon     | Drużyna                         | M  | S5 | MPG  | FG%   | 3P%  | FT%   | RPG | APG | SPG | BPG | PPG  |
| --------- | ------------------------------- | -- | -- | ---- | ----- | ---- | ----- | --- | --- | --- | --- | ---- |
| 2012/2013 | MBK Mikołajów (Superliga)       | 13 |    | 25,8 | 57,4% | 0,0% | 52,8% | 7,9 | 0,5 | 1,2 | 0,8 | 12,2 |
| 2013/2014 | Ventspils (LBL)                 | 4  |    | 11,0 | 50,0% | 0,0% | 66,7% | 1,3 | 0,5 | 0,0 | 0,3 | 3,0  |
| 2013/2014 | Spartak Primorje (Superliga A)  | 18 |    | 24,7 | 55,3% | 0,0% | 50,0% | 7,0 | 0,7 | 0,5 | 0,5 | 10,3 |
| 2014/2015 | BCM U Pitești (Divizia A)       | 14 |    | 15,4 | 53,8% | 0,0% | 61,9% | 4,9 | 0,4 | 0,4 | 0,7 | 4,9  |
| 2014/2015 | Bohemios (LUB)                  | 6  |    | 29,2 | 47,6% | 0,0% | 71,0% | 7,3 | 1,7 | 0,2 | 0,5 | 11,0 |
| 2014/2015 | Jefes de Fuerza Lagunera (LNBP) | 5  |    | 17,2 | 40,0% | 0,0% | 66,7% | 3,6 | 0,0 | 0,2 | 0,2 | 4,8  |
| 2015/2016 | Siroki Primorka (Premijer liga) | 19 |    | 26,7 | 55,4% | 0,0% | 65,6% | 8,9 | 0,8 | 0,5 | 0,0 | 10,3 |
| 2015/2016 | Polfarmex Kutno (PLK)           | 10 |    | 12,2 | 48,3% | 0,0% | 66,7% | 4,3 | 0,1 | 0,1 | 0,4 | 3,8  |

### W rozgrywkach międzynarodowych
| Sezon     | Drużyna         | M | S5 | MPG  | FG%   | 3P%  | FT%    | RPG | APG | SPG | BPG | PPG |
| --------- | --------------- | - | -- | ---- | ----- | ---- | ------ | --- | --- | --- | --- | --- |
| 2013/2014 | Ventspils (BBL) | 2 |    | 11,5 | 75,0% | 0,0% | 100,0% | 3,0 | 0,5 | 0,0 | 0,0 | 4,0 |